# Hyaloscypha vitreola
Hyaloscypha vitreola är en svampart som först beskrevs av Petter Adolf Karsten, och fick sitt nu gällande namn av Jean Louis Emile Boudier 1885. Hyaloscypha vitreola ingår i släktet Hyaloscypha och familjen Hyaloscyphaceae.  Arten är reproducerande i Sverige. Inga underarter finns listade i Catalogue of Life.